# Бомон ди Гатине
Бомон ди Гатине (фр. Beaumont-du-Gâtinais) је насељено место у Француској у региону Париски регион, у департману Сена и Марна.
По подацима из 2011. године у општини је живело 1159 становника, а густина насељености је износила 69,86 становника/km².

## Демографија
| 1962. | 1968. | 1975. | 1982. | 1990. | 2011. |
| ----- | ----- | ----- | ----- | ----- | ----- |
| 970   | 889   | 869   | 868   | 909   | 1.159 |